# Moshe Zvi de Savran
Moshe Zvi Giterman de Savran (1775-1837) est le premier rebbe de la dynastie hassidique de Savran et un influent chef de file du hassidisme en Ukraine occidentale, dont le nombre de disciples se comptait par milliers.
Son père, Rabbi Shimon Shlomo (I), était le Maggid de la ville de Savran, et un disciple de Dovber de Mezeritch, principal premier disciple du Baal Shem Tov, fondateur du hassidisme. Moshe Zvi était un disciple de son père, ainsi que de Rabbi Levi Yitzhok de Berditchev et de Rabbi Borukh de Medjybij. Après la mort de son père en 1802, Moshe Zvi prit sa place en tant que Maggid de Savran. Moshe Zvi devint par la suite Rabbi de Berditchev après la mort de Rabbi Levi Yitzchok de Berditchev, et plus tard Rabbi des villes d'Ouman et Chișinău. Il avait des milliers de hassidims en Volhynie et en Bessarabie.
Les éclairages de Moshe Zvi sur la Torah ont été rassemblés et imprimés dans le livre Likutey Shoshanim. Son fils, Shimon Shlomo (II), lui a succédé en tant que Rebbe de Savran.

## Nigounim (mélodies hassidiques)
Parmi les nombreuses mélodies hassidiques particulières de Savran, on doit au Rebbe Moshe Zvi Giterman une version très inspirante[Interprétation personnelle ?] de B'nei heicholo, traditionnellement chantée lors de la séoudat shlishit.